# بول برناردوني
بول برناردوني (بالفرنسية: Paul Bernardoni)‏ (مواليد 18 أبريل 1997) هو لاعب كرة قدم فرنسي يلعب كحارس مرمى في نادي أنجيه.

## روابط خارجية
- بول برناردوني على موقع الاتحاد الأوربي (الإنجليزية)
- بول برناردوني على موقع اتحاد تركيا (لاعب) (الإنجليزية)
- بول برناردوني على موقع إي إس بي إن إف سي (الإنجليزية)
- بول برناردوني على موقع قاعدة بيانات كرة القدم.إي يو (الإنجليزية)
- بول برناردوني على موقع ليكيب (الفرنسية)
- بول برناردوني على موقع Soccerbase.com (لاعب) (الإنجليزية)
- بول برناردوني على موقع Soccerway.com (الإنجليزية)
- بول برناردوني على موقع عالم كرة القدم.نت (الإنجليزية)
- بول برناردوني على موقع اللجنة الأولمبية الدولية (الإنجليزية)
- بول برناردوني على موقع أوليمبيديا (الإنجليزية)